# José Ángel Trelles
José Ángel Trelles, seudónimo artístico de José Ángel Amato (Buenos Aires, 28 de agosto de 1944 - 10 de diciembre de 2022) fue un cantante, intérprete de musicales y compositor argentino.

## Biografía
A los 16 años dejó la escuela media para empezar a trabajar y dedicarse a cantar en público:

Fui a ver un cantor maravilloso que cantaba con Osvaldo Pugliese, que se llamaba Alberto Morán. Tenía una pinta infernal, y las mujeres se sacaban los corpiños y se los tiraban. Sí, sí: esos corpiños que se usaban antes armados y duros [risas]. Entonces me dije: «Yo tengo que laburar de esto». Después, gracias a Dios, tuve el apoyo de mi viejo, sobre todo como no quise ir al secundario, no quise ir a estudiar, empecé a cantar y me dijo: «Si pensás que vas a ser feliz yo te ayudo». Empecé a trabajar en una fábrica de jabón, tenía 16 años, trabajaba de cinco de la mañana a una de la tarde. Iba a mi casa, comía como un desaforado, dormía, y después cantaba en un cabaret hasta las cuatro de la mañana y de ahí me iba a la fábrica.
José Ángel Pepe Trelles

Desde los 17 años estudió canto con la cantante Helga Epstein.
En 1969 ―a los 24 años― se hizo conocido en Buenos Aires en el programa de televisión Siete y medio, producido y conducido por Héctor Ricardo García.
Fue convocado por Dino Ramos para integrar el elenco de cantantes de su programa de televisión Canciorema, ciclo en el que recibió el premio al mejor intérprete.
Grabó su primer disco en la empresa discográfica RCA.
En 1970 viajó a Brasil, donde se presentó en el programa Domingo Total (en la emisora TV Tupí de San Pablo) y en diversos espectáculos en vivo junto a Elis Regina, Ney Matogrosso y Altemar Dutra, entre otros.
Tres años después, en 1973, regresó a Buenos Aires, y se presentó en el programa de televisión Sábados Circulares conducido por Nicolás Pipo Mancera.
En 1975 fue convocado por el músico de tango Astor Piazzolla para integrar su grupo Octeto Electrónico y debutó ―cantando en portugués, italiano y español― en el estadio Canecão, de la ciudad de Río de Janeiro (Brasil). En esa gira, que duró tres meses, actuó en San Pablo, Belo Horizonte, Porto Alegre y otras ciudades de Brasil. Con este mismo grupo realizó una temporada en Buenos Aires que se inicia en el teatro Coliseo, continuó en el teatro La Ciudad (con dirección de Blackie) y culminó en el Carnegie Hall de la ciudad de Nueva York (Estados Unidos).
En 1976 durante el verano, integrando el mismo grupo, realizó una temporada en Mar del Plata (en la provincia de Buenos Aires) en el teatro La Botonera.
En 1977 integró junto a Estela Raval, Víctor Heredia y Juan Marcelo,
entre otros, el elenco de Canta, canta, canta en la sala Pigalle (de Buenos Aires), con producción y dirección de Ricardo Romero. Junto a Estela Raval, Las Trillizas de Oro y Ricardo Romero formó parte de diversos elencos en la sala Mi País (Mar del Plata), y el teatro Estrellas (Buenos Aires), hasta 1978.
En 1978 debutó en Michelángelo y allí fue convocado por el maestro Víctor Buchino para protagonizar la comedia musical El diluvio que viene (Aggiungi un posto a tavola), en la que representaba a un sacerdote. Se estrenó en abril de 1979 en el teatro El Nacional.
Fue invitado por el cantante Alberto Cortez a compartir un recital en el Canal 11 de televisión de Buenos Aires. También cantó en el programa Al estilo de Mancera, por el mismo canal.
En 1980 continuó con El diluvio que viene en el teatro El Nacional hasta mayo, en que el musical se mudó al teatro Lola Membrives hasta 1981.
En 1981 fue convocado por el maestro Astor Piazzolla para interpretar la canción «Volver a Buenos Aires», tema central de la película Volver (1982).
En mayo de 1982 ―en plena Guerra de las Malvinas― finalizan las actuaciones de El diluvio que viene. Nuevamente fue convocado por el maestro Astor Piazzolla para integrar su grupo. Realizan conciertos en los teatros Solís (Montevideo, Uruguay), Canecão (Río de Janeiro, Brasil), Colón (Bogotá), Municipal (Cali, Colombia), Carlos Marx (La Habana, Cuba), y otros.
El 30 de junio de 1982 registra para la Orquesta de Osvaldo Pugliese el tango de Chico Novarro "Cordón", que es incluido en el disco "Futuro" junto con canciones de otras voces emergentes de la época, como María Graña, Guillermo Galvé, Jorge Guillermo, Gustavo Nocetti, Adrián Guida, entre otros.
En 1983 grabó una canción de Fernando Porta que se convierte en una de las más populares de su repertorio: «Las cosas por su nombre», que le permite, durante más de dos años, cumplir el caro sueño de recorrer todo su país.
En 1985 se repone en el teatro Astral (Buenos Aires), El diluvio que viene.
En 1986 se presenta El diluvio que viene en la ciudad de Mar del Plata, donde obtiene el premio Estrella de Mar, y se inicia una gira que abarca, durante más de dos años, las ciudades de Rosario, Corrientes, Córdoba y Santa Fe.
Entre 1987 y 1989 realizó giras por América (Chile, Perú, Uruguay, Paraguay, etc.) presentándose en diversas salas y canales de televisión.
En Argentina se presentó en los teatros El Círculo, Mateo Boz y Fundación Astengo (de la ciudad de Rosario), Santa Fe y Astral, Presidente Alvear, San Martín, Colón, Astros, Coliseo, Roma, entre otros de Buenos Aires. Realiza numerosos conciertos al aire libre en las Barrancas de Belgrano, el anfiteatro de Mataderos, el parque Centenario, etc.
En 1990 integró el elenco estable del programa de televisión Querido Sandro, que obtuvo el premio Martín Fierro al mejor programa musical de televisión.
Fue invitado por Sandro a compartir una serie de presentaciones en el teatro Astros de Buenos Aires.
En 1992 fue convocado por la Fundação Memorial da América Latina, para realizar junto al poeta Horacio Ferrer en el Memorial de São Paulo una serie de conciertos en homenaje al maestro Astor Piazzolla.
En 1993 protagonizó para el Canal 13 de televisión «La luna queda demasiado lejos» un capítulo de la miniserie Dónde estás, amor de mi vida, que no te puedo encontrar dirigido por Juan José Jusid. Fue convocado por el Teatro Municipal San Martín para protagonizar El patio de la Morocha, con dirección general de Carlos Carella y dirección musical de Oscar Cardozo Ocampo.
En 1994 protagonizó junto a Ana María Cores, la obra teatral Juana Azurduy, con la dirección de Manuel González Gil.
En 1995 realizó en varios teatros de Buenos Aires una serie de conciertos con Pablo Ziegler (n. 1944) y su Quinteto para el nuevo Tango.
Ganó el premio ACE 1995, otorgado por la Asociación de Cronistas del Espectáculo, como mejor intérprete de música ciudadana, por su disco Piazzolla-Ferrer inéditos.
En 1996 realizó el ciclo Tango a Tango, junto al bandoneonista Rubén Juárez en el Café Homero (de Buenos Aires).
En el mes de julio de 1996 protagonizó la comedia musical El Principito, adaptación de la obra de Antoine de Saint Exuperý, representando a Antoine, en el teatro Astral (Buenos Aires).
Es convocado por el multimedio América 2 con producción de HBO Olé para participar del espectáculo Astortango, realizado en el mes de julio de 1996 en el Teatro Ópera de la ciudad de Buenos Aires y televisado para Latinoamérica por HBO Olé durante el mes de octubre de 1996.
En el mes de septiembre de 1996 se presentó con el quinteto Nuevo Tango, dirigido por Pablo Ziegler, en las ciudades de San Pablo y Brasilia (Brasil).
En noviembre de 1996 ―junto a Raúl Lavié y Patricia Barone― realizó el espectáculo musical ¿Qué has hecho de mí? de Betty Gambartes, en Bandoneón Teatro Concert (Buenos Aires).
Desde el mes de marzo de 1997 se presenta en el Club del Vino (de la ciudad de Buenos Aires), en un espectáculo que se llama Los Duendes del Tango, junto al poeta Horacio Ferrer y el pianista Héctor Stamponi.
Desde marzo hasta septiembre de 1997 ―junto a Rudy Chernicof― presenta un espectáculo auspiciado por el Ministerio de Salud de la Provincia de Buenos Aires, en centros de jubilados de toda la provincia.
En 1998 canta en el espectáculo Tango a Buenos Aires, que protagonizó junto a María Graña y en el que participó el letrista de tango Horacio Ferrer. En 1999 continuó con las presentaciones de Tango a Buenos Aires.
En febrero de 1999 se presentó la ópera María de Buenos Aires en los teatros Ojio Hall, Bunkamura Theater Cocoon y Tokyo Metropolitan Art Space (de Tokio) y en el Minato Mirai Hall (de Yokohama), con dirección de Gidon Kremer (n. 1947).
Durante el mes de abril de 1999 se presenta en el Carnegie Hall (de Nueva York), en el espectáculo Tango Magic con la orquesta sinfónica Orpheus y la dirección de Pablo Ziegler, y con la actuación de Gidon Kremer y Gary Burton, entre otros.
También allí grabó un programa especial para Sony Television.
En el mes de julio de 1999 fue convocado por la cantante italiana Milva (n. 1939), para interpretar junto a ella María de Buenos Aires con orquesta dirigida por el maestro Daniel Binelli, en el teatro Massimo, en la ciudad de Palermo (Sicilia).
En 2000 protagonizó en Buenos Aires la comedia musical argentina Lo que me costó el amor de Laura. Realizó giras por todo el país.
En 2001 protagonizó el musical Ya vendrán tiempos mejores.
En julio de 2001 presentó su nuevo CD titulado Aguante barrio.
En abril y mayo de 2002 protagonizó junto con Milva la ópera María de Buenos Aires, en un tour que se presentó en Alemania en los teatros Schauspielhaus (de Colonia), Historische Stadthalle Johannisberg (de Wuppertal), Colosseum Theater (de Essen), Theater am Aegi (de Hannover) y Staatstheater (de Darmstadt). Se presentó en el teatro Het Concertgebouw (de Ámsterdam) y finalmente en Japón, en las ciudades de Tokio, Osaka, Matsudo, Fuchú, Nagasaki y Kuji. Durante el mes de junio de 2002 se presentó también con la ópera María de Buenos Aires, en el teatro Comunale de Bolonia y en el Teatro Comunale de Rávena, esta vez bajo la dirección de Pablo Ziegler y coreografía de Miguel Zotto.
En los meses de agosto y septiembre de 2002 se presentó ―invitado por el Sexteto Mayor― en las principales ciudades de Argentina.
El 28 de octubre de 2002 se presentó en Salerno (Italia), durante el Incontri Internazionali della Música, invitado por la Fundación Astor Piazzolla. En noviembre de 2002 cantó con la Orquesta Sinfónica Provincial de Rosario, con arreglos y dirección del maestro José Carli, en un concierto en el teatro El Círculo de la ciudad de Rosario (provincia de Santa Fe).
En marzo, abril y mayo de 2003 realizó una gira con Milva, presentando la ópera María de Buenos Aires por Italia en los teatros Comunale (Adria), Comunale di Traiano (Civitavecchia), Carlo Goldoni (Venecia), Verdi (Padua), Montebaldo (Brentano), Gesualdo (Avellino), Team (Bari), Astra (Schio) y Duse (Bolonia). Presentó el disco El ángel vive, grabado junto a la Camerata Porteña, dirigida por Marcelo R. Scilla.
Entre el 3 y el 6 de septiembre de 2003 volvió a cantar en Argentina ―después de 35 años― la ópera María de Buenos Aires, en la sala Astor Piazzolla del Centro Cultural Borges, junto al quinteto de la Fundación Piazzolla y con Patricia Barone (como María) y Juan Vitali (como el Duende). Se presentó junto a Pablo Ziegler (n. 1944) en un concierto de piano y voz en el Foro Gandhi (Notorius), en Buenos Aires.
Entre enero y marzo de 2004 realizó una gira presentado María de Buenos Aires, con dirección de Pablo Ziegler, por Países Bajos, Bélgica y Hungría, en las ciudades de
La Haya (Koninklijke Schouwburg),
Gouda (Schouwburg),
Utrecht (Stadtschouwburg),
Bergen (Stadschouwburg),
Tilburg (Stadtschouwburg),
Ámsterdam (De Meervaart),
Hengelo (Rabotheater),
Zaandam (Zaantheater),
Maastrcht (Theater Vrijthof),
Hoogeveen (De Tambour),
Amersfort (De Flint),
Róterdam (Schouwburg),
Hasselt (Cultureel Centrum),
Groningen (Stadsschouwburg),
Drachten (De Lawei),
Eindhoven (Stadsschouwburg),
Arnhem (Stadsschouwburg) y
en el Budapest Spring Festival,
Entre abril y junio de 2004 presentó la misma obra junto con Milva en Grecia (Festival de Salònica) y varias ciudades de Italia.
En noviembre de 2004 cantó junto con la Orquesta Sinfónica de Venezuela (en Caracas), en el teatro Teresa Carreño, con la dirección musical del maestro José Carli.
Se presentó junto a la Orquesta Filarmónica de Montevideo en el Teatro Solís de Montevideo (Uruguay), con motivo del 14.º aniversario de la creación del Mercosur, invitado por su área cultural.
Se presentó con la Orquesta Estable del Teatro Colón con la dirección del maestro José Carli en el Auditorio de Belgrano con el espectáculo Homenaje a una idea.
El 28 de agosto de 2018 José Ángel Trelles publica su primer libro de cuentos: El Bar de Los Milagros.  

## Discografía
- 1975: Mi canto y mi tiempo (Trova).
- 1976: Balada para un loco (Trova).
- 1976: Es el amigo que hoy necesito (RCA).
- 1977: Acuérdate de abril (Trova).
- 1979: El diluvio que viene (Capitol).
- 1980: Lo que hago es lo que soy (Emi-Odeón).
- 1981: Ay, amor.
- 1983: Cielo cerca (Emi-Odeón).
- 1984: Dejame despertarte con un beso (Emi-Odeón).
- 1986: El amor (Emi-Odeón).[10]
- 1987: Trelles canta a Cortez (Microfón).
- 1990: ¡Y ahora yo! (Excalibur).
- José Ángel Trelles (Emi-Odeón).
- 1993: Sangre de pueblo.
- 1994: Canción para nosotros (Melopea).
- 1994: Inéditos.
- 1995: Piazzolla-Ferrer inéditos (Melopea).
- Grandes éxitos (Emi-Odeón).
- 2001: Aguante barrio (Giro Records).
- 2003: El ángel vive (DF Records), grabado junto a la Camerata Porteña.
- 2005: Solo para dos (Típica), junto al pianista Juan Carlos Cirigliano.
- 2006: El cantor de Buenos Aires
- 2008: Cantor nacional (Nuestras Guitarras).
- 2016: Hay que decir ahora, con composiciones propias.[2]

### Participaciones
- 1982: Futuro, álbum de Osvaldo Pugliese (EMI); Trelles canta el tango Cordón.[11]

### Canciones compuestas
Lista de canciones registradas por José Ángel Trelles como compositor de canciones:
Haciendo clic en los encabezados de las columnas (Canción, Autor o Fecha de registro) la tabla se enlistará en ese orden.
| Canción                           | Autor                                                                   | Fecha de registro |
| --------------------------------- | ----------------------------------------------------------------------- | ----------------- |
| «A veces ganan los indios»        | José Ángel Trelles y Osvaldo Eduardo Arcella                            | 2014-03-14        |
| «Aguante, Negro (a Rubén Juárez)» | José Ángel Trelles y Bernardo Mitnik (Chico Novarro)                    | 2014-03-14        |
| «Amor quiero contarte»            | José Ángel Trelles                                                      | 1986-06-16        |
| «Ángel de la calle»               | José Ángel Trelles                                                      | 2014-03-13        |
| «Aún estoy aquí»                  | Daniel Alberto Gutiérrez y José Ángel Trelles                           | 2015-10-26        |
| «Carta a Sandokan»                | José Ángel Trelles y Fernando Pedro Amadeo Porta                        | 1984-06-15        |
| «Compañera»                       | José Ángel Trelles y César Hugo Casas                                   | 2014-03-14        |
| «Dale ciclón»                     | Carlos Gómez, José Ricardo Romero, José Ángel Trelles y Néstor Schiavon | 1992-03-13        |
| «Desde este lugar del mundo»      | Roberto Sánchez (Sandro) y José Ángel Trelles                           | 1990-12-14        |
| «Ecografía»                       | José Ángel Trelles y Oscar Cardozo                                      | 1986-06-16        |
| «El cielo puede esperar»          | José Ángel Trelles y César Hugo Casas                                   | 2014-03-14        |
| «El tiempo»                       | José Ángel Trelles y César Hugo Casas                                   | 2014-03-14        |
| «Elegir (Arrepentido)»            | José Ángel Trelles y Marcelo Rubén Ramos                                | 2017-08-24        |
| «Es el amigo que hoy necesito»    | José Ángel Trelles                                                      | 1974-10-28        |
| «Estás en cada verso que yo»      | José Ángel Trelles y Fernando Pedro Amadeo Porta                        | 1982-05-26        |
| «Juguemos al amor»                | Oscar Arturo Mazzanti y José Ángel Trelles                              | 2000-12-11        |
| «La poesía»                       | José Ángel Trelles y Marcelo Rubén Ramos                                | 2017-08-24        |
| «La última batalla»               | José Ángel Trelles y César Hugo Casas                                   | 2014-03-14        |
| «Ladroncetes»                     | José Ángel Trelles y José María Torelli                                 | 2014-03-14        |
| «Lo que no pudo ser»              | Roberto Sánchez (Sandro) y José Ángel Trelles                           | 1990-12-14        |
| «Marisa»                          | José Ángel Trelles                                                      | 2014-03-13        |
| «Mi corazón»                      | José Ángel Trelles y Marcelo Rubén Ramos                                | 2017-08-24        |
| «Morena dulce y niña»             | José Ángel Trelles y Ana Matilde Alsina                                 | 1978-06-15        |
| «Mujer tocando el chelo»          | José Ángel Trelles                                                      | 2014-3-13         |
| «No te mueras, pibe»              | José Ángel Trelles                                                      | 2001-06-27        |
| «Pa’ los que se fueron»           | José Ángel Trelles                                                      | 2014-03-13        |
| «Preguntate»                      | José Ángel Trelles y Marcelo Rubén Ramos                                | 2017-08-24        |
| «Si se pianta esta mina»          | José Ángel Trelles y Marcelo Rubén Ramos                                | 2017-08-24        |
| «Solo a veces»                    | José Ángel Trelles                                                      | 1978-04-26        |
| «Solo somos los artistas»         | José Ángel Trelles                                                      | 1982-05-26        |
| «Tiempo de adolescencia»          | José Ángel Trelles                                                      | 1982-05-26        |
| «Tiempo que despiertes»           | José Ángel Trelles                                                      | 1982-05-26        |
| «Tienen alas»                     | José Ángel Trelles y Adrián Juan Garibotti                              | 1984-06-15        |
| «Vale la pena»                    | José Ángel Trelles y Osvaldo Raúl Belmonte                              | 2014-03-14        |
| «Y apenas somos tiempo»           | José Ángel Trelles y Fernando Pedro Amadeo Porta                        | 1980-12-15        |
| «Ya ves mujer»                    | José Ángel Trelles                                                      | 1986-06-16        |
| «Yo sé»                           | José Ángel Trelles y Marcelo Rubén Ramos                                | 2017-08-24        |

## Cine
- 1982: Inti Anti, camino al sol.[12]

## Premios y distinciones
- Prensario (1982).
- Estrella de Mar (Mar del Plata) por El diluvio que viene.[2]
- Premio ACE 1995 otorgado por la Asociación de Cronistas del Espectáculo, gana como mejor intérprete de música ciudadana, por su disco Piazzolla-Ferrer inéditos.[2]
- Grammy: nominado al premio por el CD Solo para dos junto a Juan Carlos Cirigliano.[2]
- "Cipoleño por un día", distinción otorgada por el Área de Relaciones Culturales de la Dirección General del Cultura del Municipio de Cipolletti (provincia de Río Negro).
- Distinción "Constructor de la Cultura Popular Argentina" otorgado por la UOCRA (Unión de Obreros de la Construcción de la República Argentina).[2]
- Premio "Juntos Educar 2007", entregado por la Vicaría Episcopal de Educación del Arzobispado de Buenos Aires.

Galardonado por su trayectoria en el Salón de los Pasos Perdidos en el Congreso de la Nación el 11de diciembre de 2012 por el Centro de Estudios y Difusión de la Cultura Popular Argentina (CEDICUPO)
2 de septiembre de 2013, la Legislatura porteña le declaró Personalidad Destacada de la Cultura en un emotivo acto en el que se definió al intérprete como una voz excepcional de la balada y un "verdadero embajador" que presentó, con éxito, el tango en ciudades como Tokio y Nueva York.

## Vida privada
En 1986 se mudó con su familia a Hurlingham, en el oeste del Gran Buenos Aires.
Con su esposa tenía una agencia de lotería en el centro de la localidad bonaerense de William Morris, en partido de Hurlingham.